# إليزا ميركور
كانت إليزا ميركور (24 يونيو 1809 في سان-سبستيان سور لوير-7 يناير 1835 في باريس) كاتبة وشاعرة وكاتبة مقالات فرنسية، وتُعدّ من أبرز رموز الحركة الرومانسية في منطقة بريتاني. كانت إليزا طفلة عبقرية واعتمدت على التعلم الذاتي، ونشرت أول مجموعة من المراثي الشعرية وهي في السادسة عشرة من عمرها، وتلتها مجموعة ثانية لاحقًا. عُرفت في حياتها بلقب «المُلهمة الأرموريكية»، وكانت شهرتها واسعة في جميع أنحاء فرنسا. تولت والدتها تحرير أعمالها ونشرها بعد فاتها عام 1835، وذلك حرصًا على أن تبقى في ذاكرة الأجيال القادمة. ساهمت الأم في سياق هذا العمل التحريري في تشكيل صورة إليزا الحديثة بوصفها طفلة عبقرية صاحبة رؤية. قالت الباحثة ويندي غرينبرغ «إن شهرة ميركور في زمنها كانت نتيجة قبولها الظاهري للمفاهيم السائدة حول الأنوثة، إلى جانب تفاعلها الواضح مع نموذج العبقرية الذكورية وصوتها الأدبي». تُعرف إليزا اليوم بسبب حياتها القصيرة والمأساوية أكثر من شعرها الذي طواه النسيان إلى حد كبير. لم تبدأ شهرتها في العودة إلى الواجهة إلا في عام 1990، مع صدور سيرة ذاتية كتبها جوفروي دانيال بعنوان «إليزا ميركور، الرومانسية النانتية».

## باريس
بقيت ميركور بعد نشر مرثاتها دون مصدر دخل ثابت، رغم إصرارها على رغبتها في أن تعيش من عائدات شعرها. زارت ماري كارولين البوربونية الصقليتينية، دوقة بيري، مدينة نانت في يونيو عام 1828؛ فعملت إليزا في تنظيم الاحتفالات الخاصة بهذه المناسبة، وكتبت قصيدة مهداة إلى الدوقة، وألقتها أمامها خلال الحفل الكبير الذي أُقيم على شرفها، ولكن سرعان ما هُمِّشَت في الاحتفال التالي، دون أن تفهم السبب وراء ذلك، إذ لم تكن على دراية كافية بالوضع السياسي المعقد الذي كانت تمر به فرنسا في تلك الفترة السابقة للثورة.
تعرّض منزل ميركور للسرقة في إحدى الأمسيات أثناء إحياءها لأمسية شعرية في مقر المحافظة في نانت، إذ اقتحم لصوص بيتها وسرقوا مبلغًا من المال كانت قد حصلت عليه كهدية من دوقة بيري. شكل هذا الحادث مصدر إحراج كبير لها، وأثار في نفسها القلق والريبة، حتى إنها بدأت تعتقد أنها فقدت مكانتها ومحبة مجتمع نانت. كتبت ميركور إلى صديقها والمقرّب منها، إيفاريست بولا-باتي، خلال الصيف لتخبره بنيّتها الانتقال إلى باريس. دفعتها عدة أسباب لاتخاذ هذا القرار، من بينها شعورها بالخزي بعد فقدان المال، إضافة إلى عرض زواج تلقّته من رجل أكبر منها سنًا، ما أثار الشبهات وولّد شائعات عن سوء السمعة والسلوك. رفضت ميركور هذا العرض، خوفًا من أن تفقد استقلاليتها، التي كانت تحرص على الحفاظ عليها بشدة. كان من بين العوامل المشجعة أيضًا دعوة وصلتها لنشر أشعارها في ألمنا دي ميوز، وهو تقويم شعري مرموق يصدر في باريس. دفعتها كل هذه الأسباب مجتمعة إلى حسم قرارها بالرحيل عن نانت. حاول كاميي ميلينيه أن يثنيها عن قرارها، محذرًا إياها من صعوبة الحياة في العاصمة، ومؤكدًا أنها قادرة على النجاح في نانت، بل وشجعها على العمل في مجال التعليم كمصدر رزق مستقر، ولكن تحذيراته لم تلقَ آذانًا صاغية، فالانتقال إلى باريس كان حلم إليزا، وكانت عازمة على تحقيقه.
انتقلت إليزا ميركور مع والدتها إلى باريس في أواخر أكتوبر عام 1828 بفضل وعود بالحصول على عمل ودعم مالي. حصلت على مكافأة مالية من وزارة الداخلية في يناير من العام التالي، 1829، بالإضافة إلى معاش سنوي قدره 300 فرنك، مُنح لها من صندوق مكتب الملك. ارتفع هذا المعاش إلى 1200 فرنك بسرعة بفضل السيد دو مارتينياك، أحد الوزراء، الذي كانت إليزا قد أرسلت إليه قطعة شعرية بعنوان (المجد)، ورد عليها برسالة لطيفة ومشجعة. أصبحت ميركور شخصية مألوفة في الصالونات الأدبية في باريس، حيث لقيت أعمالها إعجاب عدد من كبار الأدباء، من بينهم ألفونس دو لامارتين، وألفريد دي موسيه، وفيكتور هوغو، وشاتوبريان. أقامت أيضًا صداقات مع شخصيات أدبية بارزة مثل ميلاني والدور وجولييت ريكامييه.
تأثرت إليزا ميركور بشدة في باريس بالكاتب ألكسندر سوميه، الذي أقنعها بأن تتخلى عن الشعر وتكرّس نفسها للمسرح، لاسيما كتابة التراجيديا. استجابت لنصيحته، وشرعت في كتابة أعمال مسرحية مأساوية، ونشرت مسرحية بعنوان «بوابديل» في 29 يوليو 1829، ولكن كان للثورة الفرنسية في يوليو 1830 وقعًا كبيرًا عليها وعلى والدتها، فتسببت في توقف المعاش الذي كانت تحصل عليه من دو مارتينياك، مما جعلهما في حالة من الفقر المدقع. كانت حالتهما المادية قد تدهورت بشكل حاد بحلول عام 1832. اضطرت ميركور إلى كتابة مقالات نثرية لمجلة جورنال دي ديموزيل كمصدر دخل. حصلت لاحقًا على معاش جديد قدره 900 فرنك سنويًا، بفضل كرم كازيمير دولافييني، ولكنها لم تكن راضية على الرغم من هذا الدعم من عدد من الشخصيات الأدبية، فعبّرت في أحد مقاطع قصائدها عن استيائها قائلة إنها كانت مجبرة على ممارسة «هذا العمل البغيض المتمثل في بيع نثرها وشعرها للناشرين مقابل مبلغ معين لكل صفحة»، ما حرمها من التفرغ للانغماس بالشعر بنقاء وتجرد.
كرر كثير من كتّاب سيرتها هذه الشكوى، معتبرين أن هذا العمل القسري كان السبب في موتها المبكر، إلا أن المذكرات التي تركتها والدتها تشير إلى عكس ذلك، فهي تؤكد أن إليزا لم تعانِ من فقر حقيقي، ولم يكن العمل ولا الضيق المالي هو ما أودى بحياتها، بل إنها نفسها أقرت بذلك، من خلال والدتها، وهذا الشهادة تعتبر غير قابلة للتكذيب وفقًا لما جاء في تلك المذكرات. تمكنت إليزا ميركور من عرض مسرحيتها بوابديل أمام لجنة القراءة في المسرح الوطني الفرنسي بفضل دعم رعاتها النافذين في الثالث من مايو عام 1831؛ وكان ذلك بحضور شخصيات بارزة مثل كلود لوي سيرافين باريزان، وجان-برنار بريسوبار، وغرانفيل (جيان جيرار) والبارون تايلور. تلقت ميركور في اليوم التالي نبأ قبول المسرحية من قِبل الممثلين، ولكن البارون تايلور رفض عرضها، وأعرب عن عدم قدرته على تخيل أن جمهور باريس قد يهتم بقصة ملك من غرناطة، على الرغم من أنه وصف المسرحية بأنها مكتوبة بإتقان، فبالنسبة له لم تكن المادة موضوعًا يمكن أن يجذب اهتمام الجمهور الباريسي.

علّقت صحيفة لو غلوب الباريسية على عمل ميركور في مراجعتها وقالت:
«يجب ألا تُسيء ميركور فهم طبيعة موهبتها؛ فهي موهبة فتاة شابة، رقيقة وطاهرة، لكنها تفتقر إلى القوة. قيثارتها لا تحتمل التوتر. فلتفكر في الأسلوب، فبدونه، سواء كان المرء شاعرًا أو طامحًا للنجاح، لا يمكن أن يذهب بعيدًا. عليها أن تتجنب الأخطاء والأسطر النثرية التي كثيرًا ما تتركها تتسلل بجوار أجمل أبياتها، حينها فقط ستستحق الآنسة ميركور بعض المديح الذي تلقته حتى الآن، وستأخذ مكانها بين الشاعرات، لكن دون أن تتجاوز الآنسة غي (ديلفين دي جيراردين).
تأثرت ميركور بشدة برفض مسرحيتها بوابديل، التي كانت قد وضعت فيها كل آمالها، فبدأت قواها تتدهور تدريجيًا منذ تلك اللحظة، إلى أن أصبحت طريحة الفراش تعاني من المرض، وتوقفت تمامًا عن كتابة الشعر باستثناء بعض القصائد الأخيرة التي خصّت بها الملك لويس فيليب الأول ووزراءه.
لم يُكتب لها النجاح في هذا المجال رغم محاولاتها العديدة لاقتحام عالم الرواية، حتى وهي تحت التزام تعاقدي لكتابة رواية كان من المفترض أن تحمل عنوان «أربعة أحباب». أُعلِنَ عن هذه الرواية في مجلة ريفو دي باريس في فبراير 1833، ولكنها لم تتمكن قط من كتابتها. أصبحت ميركور أكثر وعيًا بالقضايا الخاصة بجنسها والمتطلبات المفروضة عليها كشاعرة، ونشرت قصيدة في مجلة جورنال دي فيم هاجمت فيها الرجال الذين يسيئون معاملة النساء والذين لا يعاقبهم المجتمع.